# 白绒绣球
白绒绣球（学名：Hydrangea mollis）为绣球花科绣球属下的一个种。其种加词“mollis ”意为“柔软的”。
现接受名为大果绣球（Hydrangea macrocarpa Hand.-Mazz., 1925）。